# José Martí
José Martí (rodným jménem José Julián Martí y Pérez, 28. ledna 1853 Havana – 19. května 1895 Dos Ríos, Kuba) byl kubánským národním hrdinou, vůdčí osobností kubánského hnutí za nezávislost na Španělsku. Byl také básníkem, novinářem, spisovatelem a politickým teoretikem. Jeho verše jsou základem známé písně Guantanamera.

## Život

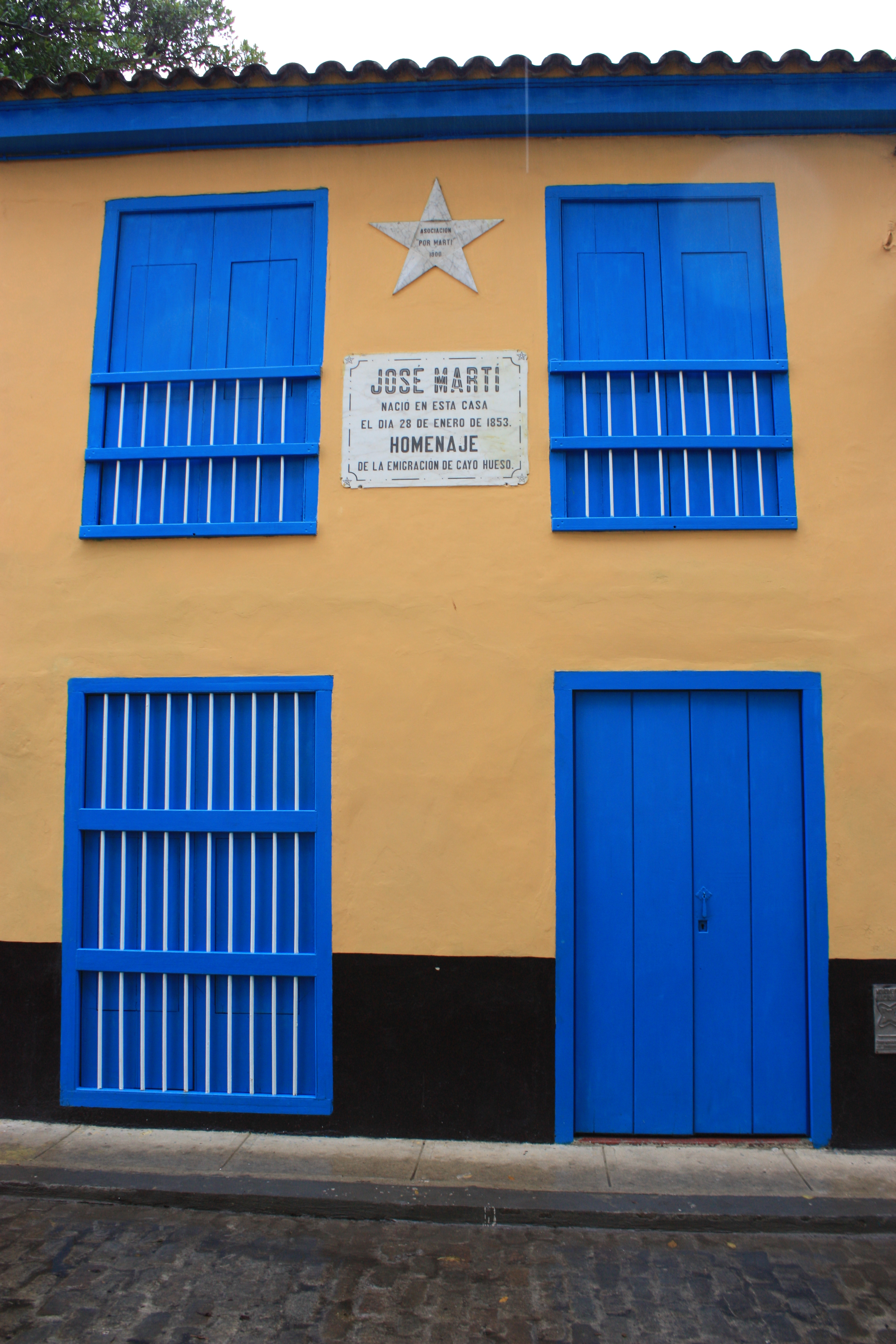
rodný dům José Martího v Havaně

### Studium a vězení
Byl synem  španělského vojáka Mariana Martího Navarry a jeho ženy Leonor Pérez Cabrera.  Otec se po propuštění z armády stal příslušníkem policie v Havaně a později v Matanzasu, kde José Martí poznal těžký život na plantážích a setkal se s projevy rasismu. Na jeho duševní rozvoj měl velký vliv básník  Rafael Maria Mendive, který byl ředitelem vyšší chlapecké školy v Havaně. Seznámil ho s kulturním životem Kuby, historií Španělska a bojem Latinské Ameriky za svobodu.  Svého nadaného žáka podporoval i finančně a umožnil mu studium na soukromé škole San Pablo, kam  Martí nastoupil v srpnu 1866. O dva roky později se zapojil do politického života, když byla na Kubě vyhlášena nezávislost a začala tzv. desetiletá válka.  Martí napsal do vlasteneckého časopisu vydávaného Mendivem poemu Abdala na oslavu bojovníka, který položil život za svobodu své země.  V následujícím  období španělského teroru byl Mendive vypovězen z ostrova, jeho škola zavřena. Martí byl v říjnu 1869 zatčen  za psaní novinových článků na podporu povstání a odsouzen k šesti letům vězení.  Po několika měsících strávených v kamenolomu u Havany se jeho otci podařilo dosáhnout zmírnění trestu na šest let vyhnanství. Martí  byl počátkem roku 1871 deportován  do Španělska, kde mu bylo povoleno studium na univerzitě. 

### Život v exilu
Brzy po příjezdu do Madridu  popsal své zážitky z kubánského vězení a nelidské zacházení s vězni v knížce s názvem Politické vězení na Kubě. Po studiích práv a filozofie v prosinci 1874 opustil Španělsko a vydal se do Mexika, kam se mezitím přestěhovali jeho rodiče. Získal zaměstnání v novinách a většinou pod pseudonymem Orestes publikoval divadelní recenze, reportáže z parlamentu a ohlasy na zahraniční politiku. Pronikl mezi mexické liberály a ve svých článcích se stále více zabýval situací na Kubě a bojem proti španělské nadvládě.  Na falešný pas se v lednu 1877 dostal do Havany, ale po vyhodnocení situace si uvědomil, že jako novinář bude moci za svobodu své země lépe bojovat v cizině. Usadil se v Guatemale,  Po složení zkoušek z guatemalského práva spolupracoval s místní univerzitou, kde získal místo profesora literatury a dějin filozofie. Zapojil se i do  politického a uměleckého života. S úspěchem se setkala jeho hra o hrdinovi boje za nezávislost země, pracoval na knize o Guatemale. V prosinci 1877 se oženil.  Jeho manželkou byla María del Carmen de Zayas-Bazán e Hidalgo (1853–1928), dcera bohatého emigranta z Kuby,  s níž se seznámil už za pobytu v Mexiku. Měli syna Josého Francisca Martího y Zayase Bazána (* 1878).   Jejich manželství se rozpadlo v roce 1891.
V roce 1878 se vrátil na Kubu. Po skončení desetileté války byla vyhlášena amnestie  a Martí mohl na Kubě žít pod svým jménem. Pracoval jako úředník a soukromý učitel, ale pro své pokrokové názory a veřejné projevy proti španělské nadvládě byl v září 1879 podruhé deportován do Španělska.  
V lednu 1880 se přestěhoval do New Yorku. V americkém exilu se dlouhá léta snažil sjednotit kubánské politiky usilující o nezávislost své země. Zastával názor, že v budoucím politickém vývoji Kuby nemá hrát armáda hlavní roli. Jeho další názory, jako například odpor k USA, volání po rovnosti ras a důraz na vzdělání kubánského lidu byly klíčové nejen pro nadcházející boj o nezávislost ostrova, ale i pro další vývoj Kuby. V roce 1881 strávil několik měsíců ve Venezuele, aby získal zkušenosti ve státě, který získal nezávislost již na počátku 19. století. V New Yorku pracoval jako novinář, získal si jméno i jako literát. V roce  1882 vydal v New Yorku svou první knihu poezie s názvem Ismaelillo, v roce 1885 publikoval pod pseudonymem román Osudné přátelství. Jeho esej Naše Amerika se stala programem a manifestem národů Latinské Ameriky. Martí byl pokládán za duchovního vůdce Kubánců v exilu, o jeho diplomatické  služby měly zájem i další státy. Byl konzulárním zástupcem Uruguaye, Argentiny, Paraguaye v New Yorku. 

### Boj za osvobození Kuby a smrt

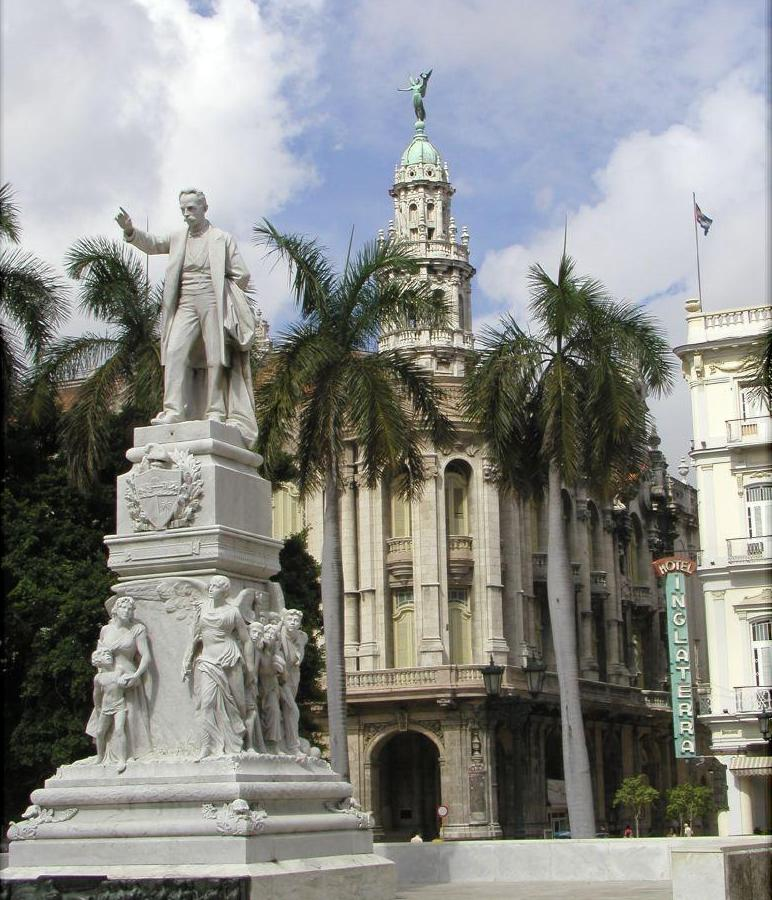
Socha José Martího v kubánské Havaně

V roce 1891 se vzdal všech  funkcí a plně se zapojil do boje za osvobození Kuby a zlepšení života Kubánců žijících ve Spojených státech.  Své myšlenky prezentoval na veřejných projevech v různých místech na Floridě. Podařilo se mu dosáhnout ustanovení Kubánské revoluční strany (leden 1892) a sjednotit různé emigrantské spolky. Martí byl pověřen vypracováním jejího programu a stanov. Cílem strany bylo „dosažení úplné nezávislosti ostrova pomocí krátké války zaměřené k zabezpečení štěstí obyvatel ostrova v míru a práci.”   Mnoho měsíců jezdil po Spojených státech a získával podporu pro ozbrojenou intervenci. Jednal s generálem Gómezem o vytvoření osvobozenecké armády v připravované válce a v prosinci 1894 vypracoval plán invaze na Kubu. Skupina povstalců v čele v Martím a Gómezem se vylodila na Kubě 11. dubna 1895. Kolem skupiny se v osadě La Mejorana postupně shromažďovali další sympatizanti,  navázali spojení s povstalci, které vedl Antonio Maceo a  začalo vznikat jádro budoucí revoluční armády. Martí, který byl povstalci nazýván prezidentem, byl vyzýván, aby se vrátil do USA, odkud  mohl lépe  organizovat materiální pomoc a prosazovat své názory na perspektivní řešení vztahů mezi Spojenými státy, svobodnou Kubou a Latinskou Amerikou vůbec. Před návratem se však chtěl ještě zúčastnit bojové akce a zůstával s hlavním vojenským velením. Dne 19. května 1895 došlo u osady Dos Ríos ke srážce povstaleckých oddílů se španělskou armádou, při které byl Martí zabit.  Španělé převezli jeho tělo do Santiaga, kde byl pochován za přísných bezpečnostních opatření. 
Martího smrt znamenala  pro kubánský osvobozenecký boj těžkou ránu. V roce 1898 se Španělsko Kuby vzdalo ve prospěch Spojených států po jejich intervenci na ostrov. Kubě bylo přiznáno právo na sebeurčení pod vojenskou okupací a v roce 1902 byla vyhlášena nezávislost. USA  si ponechaly vojenskou základnu Guantánamo. José  Martí se pro Kubánce stal národním hrdinou.

## Literární dílo
Martího literární dílo tvoří kromě básní i próza, divadelní hry a řada esejí, které byly většinou publikovány v různých novinách a časopisech po celém americkém kontinentu. Je považován za jednoho ze zakladatelů moderní latinskoamerické poezie. Za svého života vydal dvě básnické sbírky: Ismaelillo (1882) a Prosté verše (1891), která  odhaluje hlubokou citlivost a originální poetické vidění a ovlivnila řadu básníků své doby. Posmrtně vyšly další dvě sbírky: Volné verše a Květy z vyhnanství.  Ve své poezii spojoval osobní prožitky s aktuálními společenskými problémy.  V románu Osudné přátelství (1885) vnesl novou tematiku do latinskoamerické literatury a romantický příběh tragické lásky povznesl na novou úroveň moderními prostředky, ve kterých vynikal jeho vybroušený jazyk a styl. Ten se projevoval i v jeho publicistické tvorbě, kterou povýšil na úroveň umění. Za jeden z vrcholů jeho díla je považován Manifest z Montecristi (březen 1895), ve kterém formuloval své politické názory a naděje na samostatnou budoucnost Kuby. 

### České a slovenské překlady (výběr)
- Znamenia života. Bratislava: Tatran, 1988. 157 S. Překlad: Jarmila Srnenská.
- Moje Amerika. 1. vyd. Praha: Odeon, 1985. 326 S. Překlad: Vlastimil Maršíček a Jan Schejbal, doslov: Josef Opatrný.
- O umení a literatúre. 1. vyd. Bratislava: Tatran, 1976. 185 S. Překlad: Vladimír Oleríny.
- Raněný orel: Výbor z básnického díla. 1. vyd. Praha: Mladá fronta, 1970. 112 S. Překlad: Vlastimil Maršíček.
- Padají z nebe květy: Výbor z básnického díla. 1. vyd. Praha: SNKLHU, 1958. 211 S. Překlad: Vlastimil Maršíček.
- Prosté verše. 1. vyd. Praha: Československý spisovatel, 1953. 57 S. Překlad: Vladimír Maršíček.

## Galerie

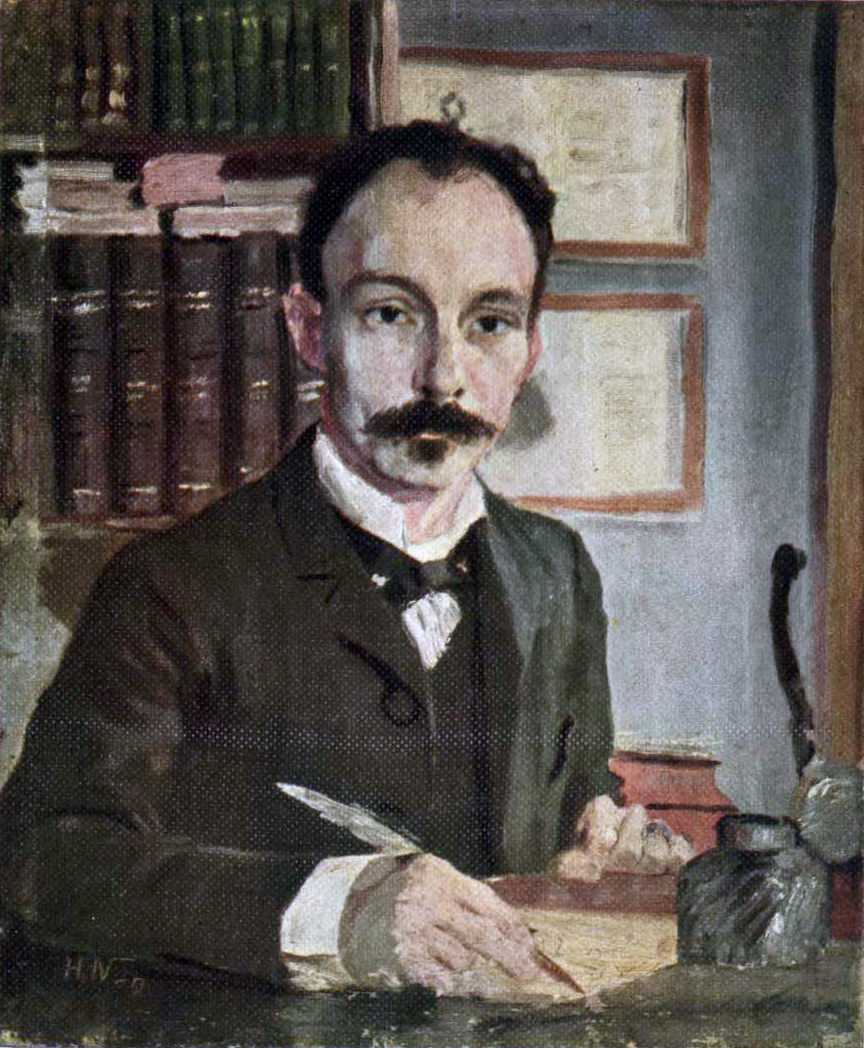
José Martí (malba)
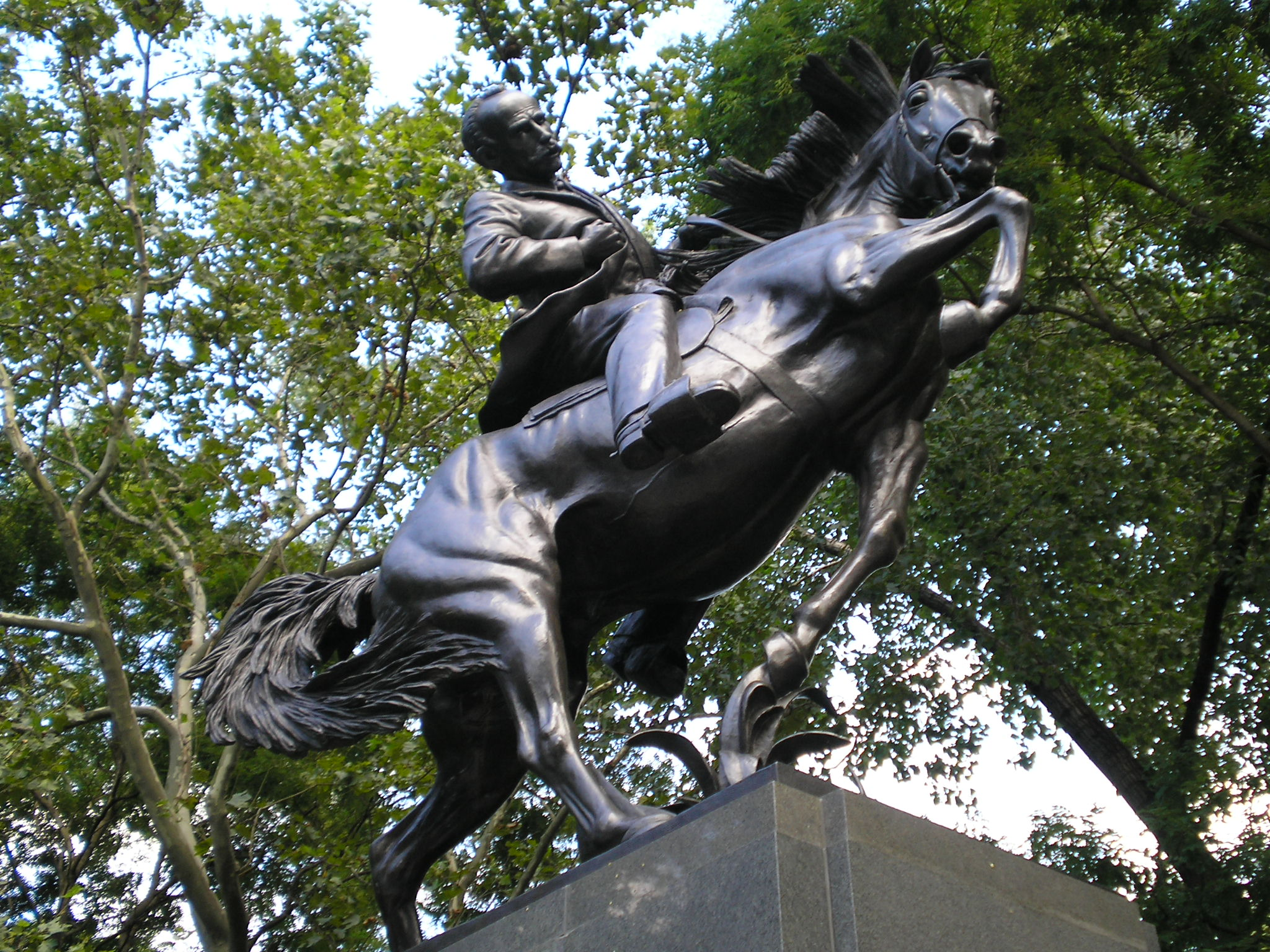
Socha José Martího v Central Parku (New York)
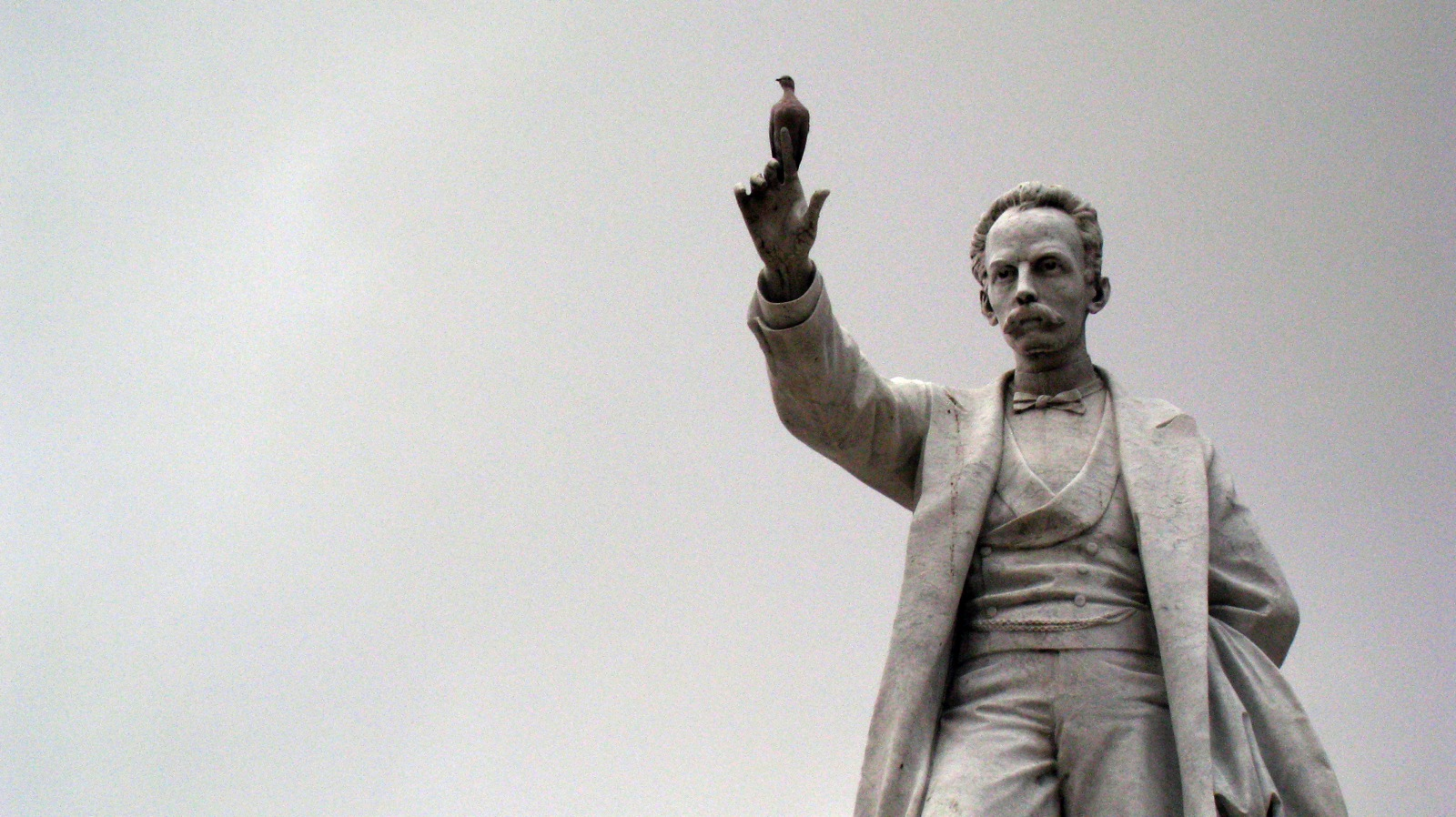
Socha José Martího
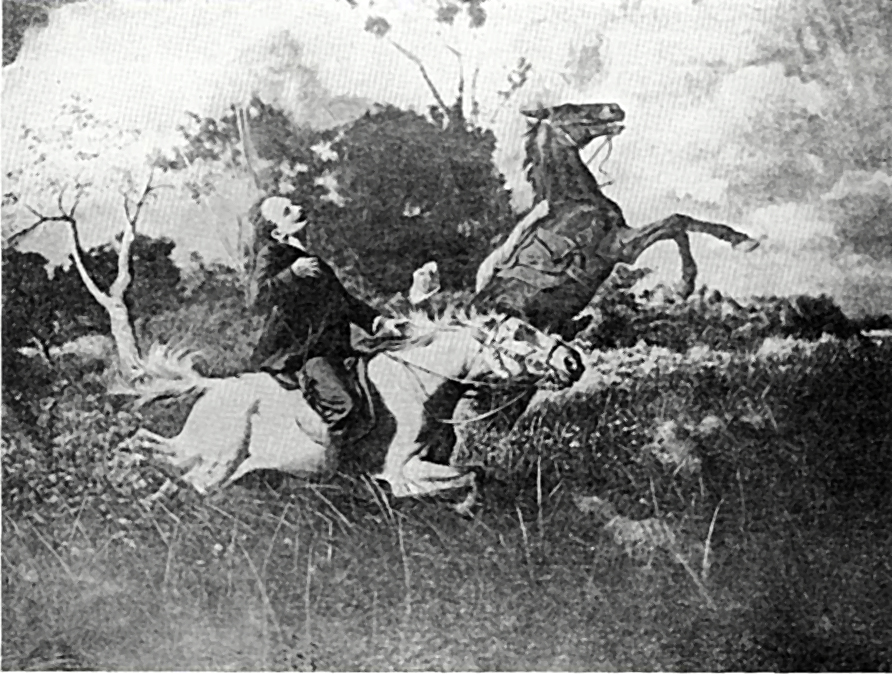
Smrt José Martího u Dos Rios (obraz Estebana Valderema, 1917)
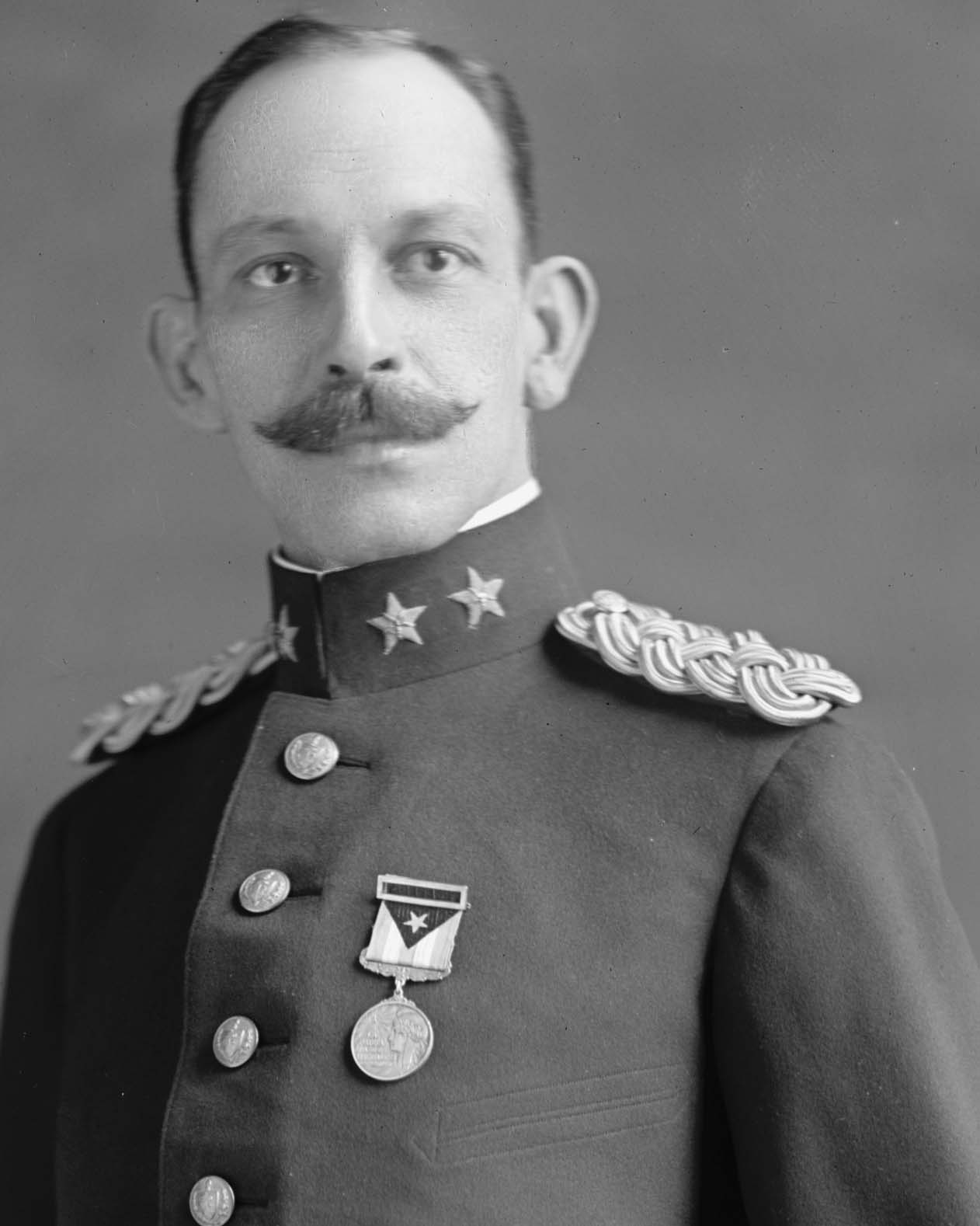
José Francisco Martí Zayas Bazán, syn José Martího